# Дарам (Канзас)
Дарам (енгл. Durham) град је у америчкој савезној држави Канзас.

## Демографија
По попису из 2010. године број становника је 112, што је 2 (-1,8%) становника мање него 2000. године.
| Група             | 2000.       | 2010.       |
| Белци             | 112 (98,2%) | 106 (94,6%) |
| Афроамериканци    | 0 (0,0%)    | 0 (0,0%)    |
| Азијати           | 0 (0,0%)    | 0 (0,0%)    |
| Хиспаноамериканци | 1 (0,9%)    | 5 (4,5%)    |
| Укупно            | 114         | 112         |